# El chitón de las tarabillas

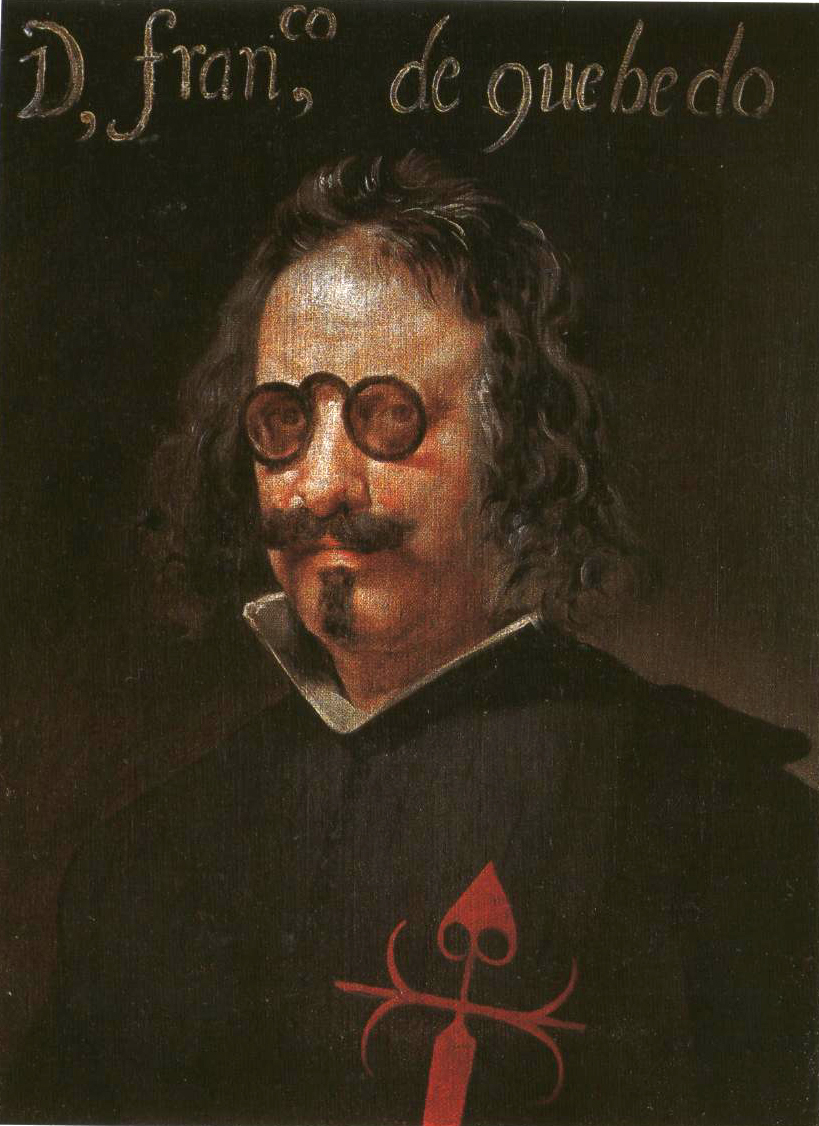
Retrato de Francisco de Quevedo.

El chitón de las tarabillas es un opúsculo de carácter económico escrito por Francisco de Quevedo en 1630, dedicado a defender la política financiera del rey Felipe IV y del conde-duque de Olivares, su valido, y como reacción a los libelos que circulaban en su contra.
Es una disertación y contiene muchos elementos de sátira. Aunque su objetivo es defender al rey y a su ministro, puede leerse que en algunos momentos les ataca muy veladamente, lo que fue el inicio del deterioro de su relación con Olivares. Fue definida por Lope de Vega como «lo más satírico y venenoso que se ha visto desde el principio del mundo».
Firmada por «Todo se sabe», con pie de imprenta falso, es una de las obras más complejas de su autor. Utiliza, a veces sesgadamente, la evidencia empírica sobre variables monetarias y de precios para defender a ultranza las políticas de Felipe IV, a las que muchos atribuían la crisis por la que atravesaba el Reino de Castilla en la década de 1620. Por 1628, los fracasos militares españoles, las malas cosechas en los campos de Castilla la Vieja, el fracaso de las políticas económicas, la parálisis del comercio y la enorme inflación, llevaron al gobierno de Olivares a depreciar la moneda de vellón en un 50% de su valor.

## Contexto

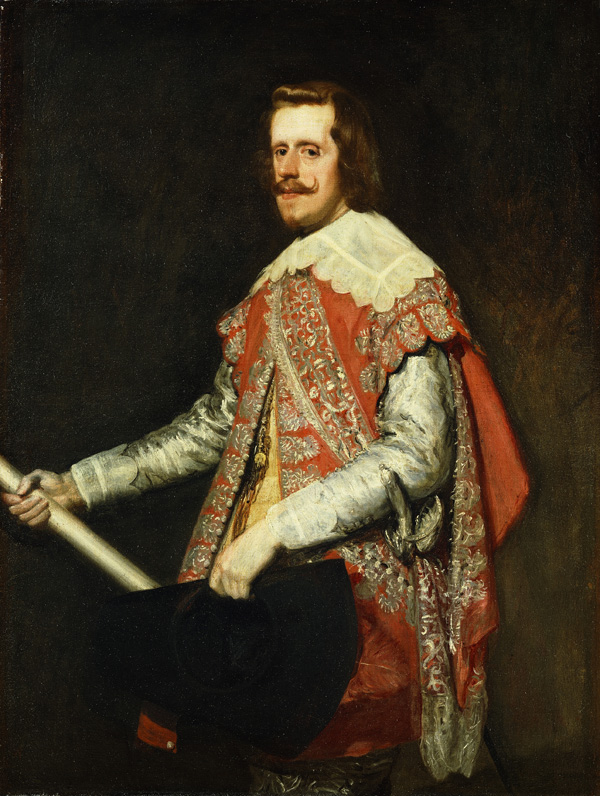
Felipe IV en Fraga, por Velázquez, 1644.

A la muerte de Felipe III, su hijo Felipe IV nombró como valido del reino a Gaspar de Guzmán, conocido como el conde-duque de Olivares. Quevedo gozaba de una buena relación con el nuevo ministro, ya que poco tiempo después le dedicó un ejemplar manuscrito de su Política de Dios y le acompañó en sus viajes por Cataluña y Aragón.
El triunfo de las armas españolas en el asedio de Breda (1625) supuso un importante costo para la economía española, que tres años después no pudo resistir el peso de la participación española en la Guerra de los Treinta Años. Por 1628, los fracasos militares palidecieron ante el desastre sufrido por las finanzas nacionales. Un enorme cargamento de plata americana cayó en manos de holandeses y las pésimas cosechas castellanas obligaron al rey a depreciar la moneda de vellón el 7 de agosto de ese año.
No fueron pocas las voces que se alzaron contra Felipe IV por encomendar el gobierno a un solo hombre. Muchos panfletos, la mayoría financiados por un grupo de nobles resentidos contra Olivares, denunciaban las medidas económicas poco acertadas del valido, quien decidió censurar algunas publicaciones y contratar escritores notables para refutarlas. Quevedo fue liberado de su destierro en Torre de Juan Abad, y el 21 de julio de 1629 ya se encontraba al servicio del valido.

## Autoría y datación

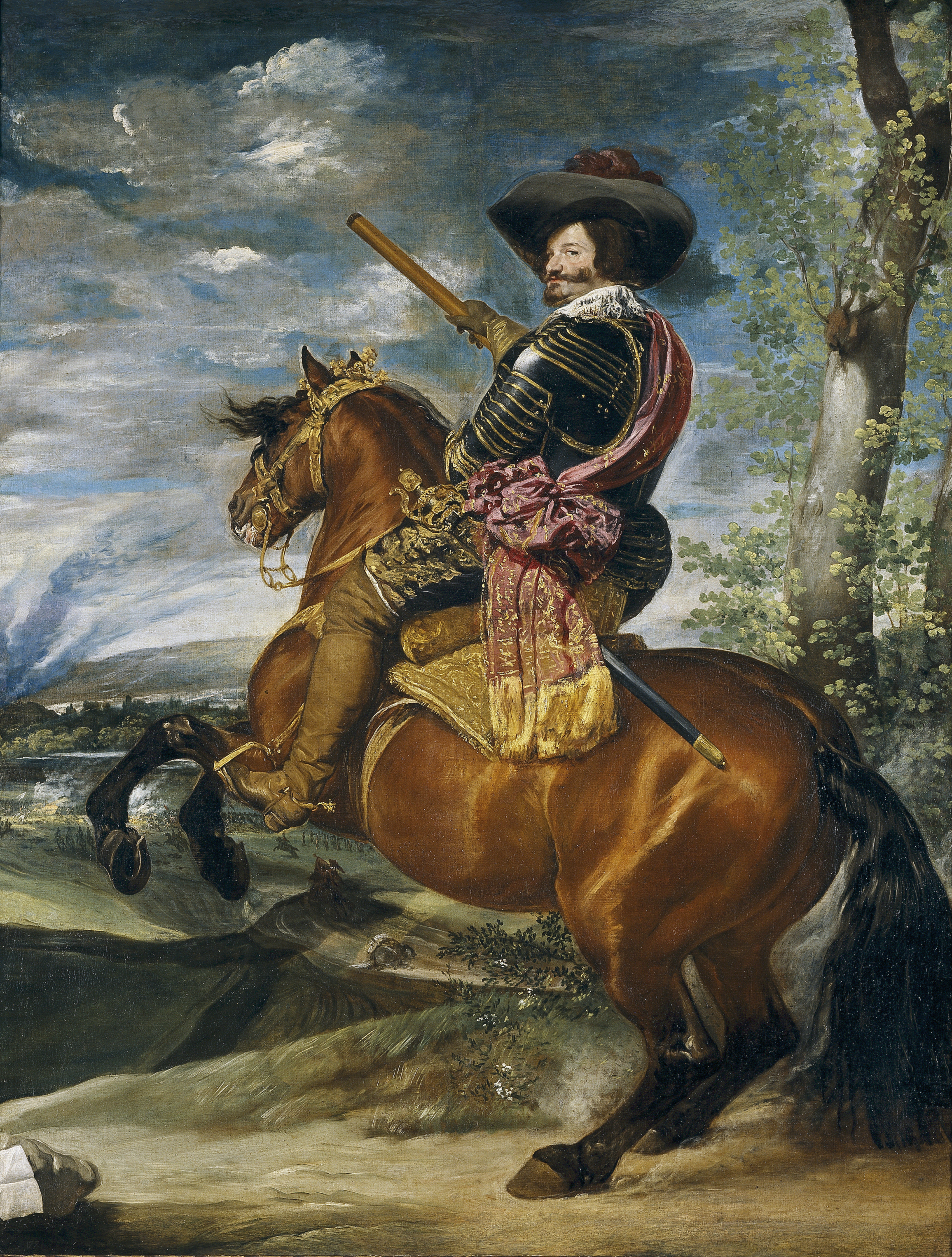
El Conde-Duque de Olivares a caballo, por Velázquez.

Es uno de los escritos más complicados de Quevedo, y del que más difícil resulta su atribución. Aunque ninguno de los escritos que comentaron El chitón menciona directamente a Quevedo, reconocen su estilo. Lope, por ejemplo, comenta que el lugar de publicación de la obra, Huesca, puede ser un señuelo para disimular la verdadera identidad del autor. No es hasta 1648, sin embargo, en Enseñanza entretenida y donairosa moralidad, edición póstuma de las obras completas, cuando se da por hecho que el libro fue compuesto por Francisco de Quevedo.
Al inicio de la edición príncipe de Huesca se señala una fecha: 1 de enero de 1630. Para la gran mayoría de los autores modernos el pie de imprenta fue falseado por motivos que no se conocen del todo. En cuanto a la fecha de composición, no debe ser posterior a mayo de 1630, pues en ese mes se inició el proceso inquisitorial a Quevedo por El chitón. El autor estaba ya en Villanueva de los Infantes, el 7 de diciembre de 1629. La hipótesis más aceptada es que El chitón de las tarabillas se redactó entre agosto de 1628 —cuando se decretó la deflación del vellón— y los primeros meses de 1630, aunque ello no descarta la teoría de que el pie de imprenta esté falseado. El otoño de 1629 aparece como el período más plausible para su composición, debido a que las referencias históricas más recientes son las derrotas españolas en Wesel y Bolduque, que se dieron a conocer el 22 de septiembre de aquel año.

## Análisis

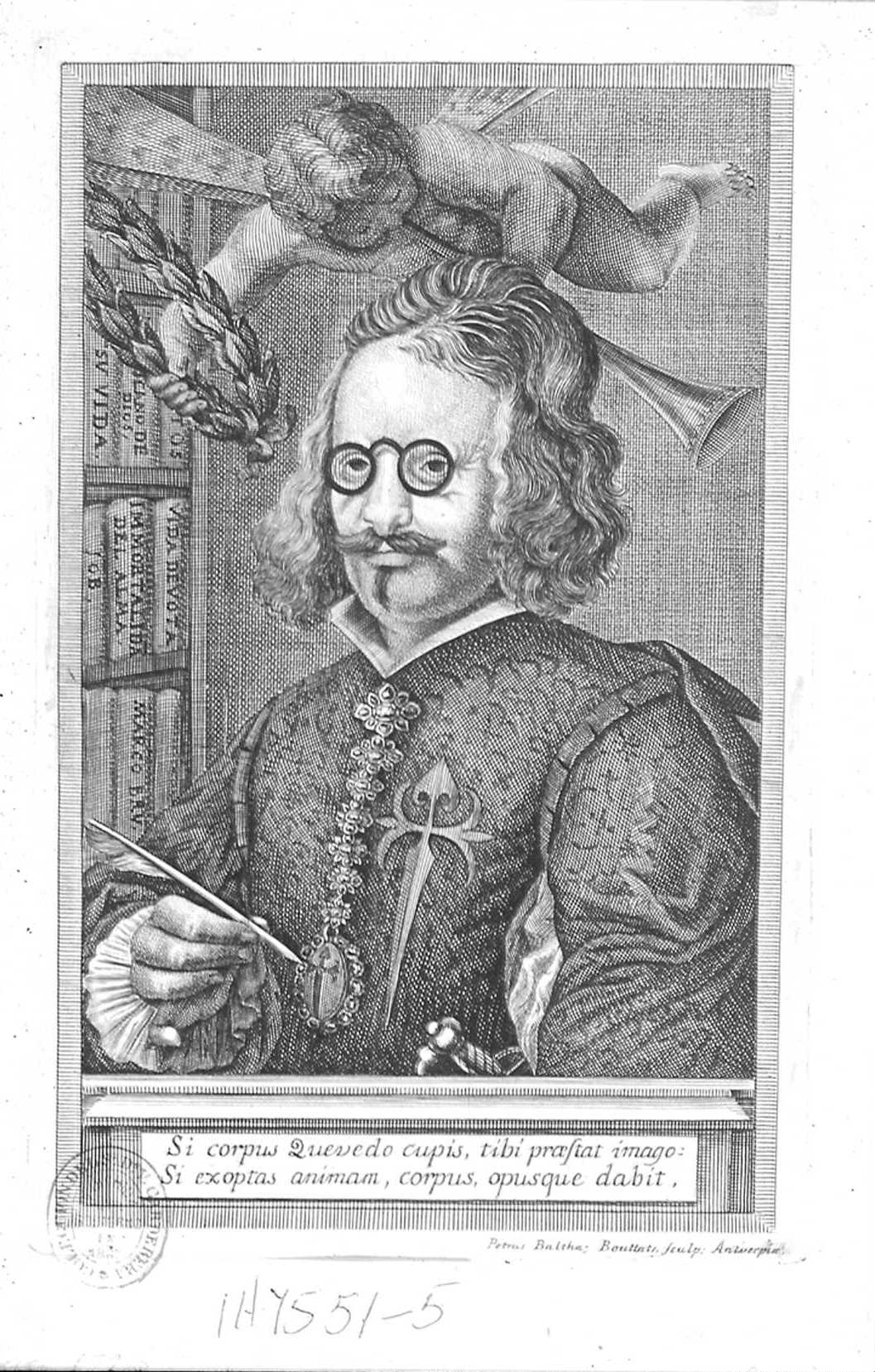
Retrato póstumo de Quevedo (1726).

El objetivo primordial de Olivares al utilizar a Quevedo fue que este compusiera un opúsculo a favor suyo, en el que señalara las glorias de su administración y ridiculizara mordazmente los argumentos en su contra. El valido no gozaba de altos índices de popularidad, por lo que atraer la satírica pluma quevediana a sus filas sería una buena maniobra en momentos críticos.
Aunque Quevedo había visto aceptablemente las intenciones de Olivares de reformar el corrupto sistema heredado de Lerma, los primeros tropiezos del nuevo gobierno comenzaron a desilusionarlo enormemente. Por eso, en El chitón de las tarabillas se encuentran varias críticas al valido y a su desempeño, ocultas bajo un curioso velo de alabanzas. Poco a poco, el conde descubrió lo contraprudecente que podría ser el libelo, por lo que lo retuvo. Algunos autores manejan la teoría de que Quevedo autorizó la publicación clandestina de su libelo, lo cual no es del todo descabellado.
La defensa de la depreciación del vellón constituye el motivo central del opúsculo, aunque en ocasiones enarbole varias de las reformas propuestas por los economistas de la época. Una de las principales razones que ataca Quevedo como causante de la crisis es la expulsión de los moriscos, decretada por Felipe III en 1609. El madrileño señala las cualidades de los moriscos, a quienes define como emprendedores, y enumera las nefastas consecuencias de su expulsión. La diatriba promorisca de Quevedo es uno de los pocos elementos que van en contra de la política oficial de Felipe IV.
Otro asunto abordado por Quevedo es la explotación de las minas de las colonias americanas del Imperio español. Para entonces, los navíos americanos de oro y plata comenzaban a ser insuficientes a la hora de satisfacer las necesidades económicas españolas. Como será habitual a lo largo de toda su obra, Quevedo cede la palabra a su adversario para luego refutar sus argumentos. La crítica a la búsqueda de metales se centrará en dos puntos: el desprestigio de una monarquía que se limita únicamente a buscar oro y plata, y la escasez de oro en tierras españolas. La defensa de Quevedo resulta débil, pues el mismo madrileño se había convencido de la poca utilidad que una medida así reportaría.
A los argumentos de su interlocutor a favor de la baja en la moneda de vellón, Quevedo contraataca relatando las dificultades que dicha moneda posee: su rechazo por los particulares, fácil de falsificar, nulo valor fuera de Castilla y desaparición de las monedas de «buen metal». El «moro vellón» es, para Quevedo, el nuevo enemigo de España, mientras que Felipe IV y Olivares son sus defensores, a quienes idealiza respectivamente como san Pablo y Alfonso I el Batallador.
Casi inmediatamente después de esa disquisción, comienzan los ataques al rey y a su valido. Quevedo censura la filtración de la devaluación, lo que evitó matizar los efectos de la crisis que se avecinaba. También ataca el establecimiento artificial de precios y salarios, que no ha tenido el éxito que se esperaba. Aunque las críticas no son tan abiertas en El chitón, preludian el abierto ataque que Quevedo haría contra Felipe IV en su Execración contra los judíos, realizada en 1633.
Durante el proceso que la Inquisición abrió a Quevedo por El chitón de las tarabillas, se le acusó de injuriar la memoria de los antecesores del rey. En efecto, en su afán de excusar a Felipe IV de sus errores, atribuyó varios de éstos a sus antepasados. En particular, acusa a Carlos I de haber saqueado las Comunidades de Castilla para obtener su nombramiento como emperador del Sacro Imperio Romano Germánico en 1519, y a Felipe II de matar a su tercera esposa, Isabel de Valois, y a su hijo Carlos. También acusa a Felipe II de construir el Monasterio de El Escorial, calificado por el madrileño como «niñería», y del desastre de la Armada Invencible en 1588. En cuanto a Felipe III, su juicio es más laxo, pues para Quevedo solo se equivocó en el «modo». Al juzgar el reinado de Felipe IV, Quevedo actúa más mesuradamente, aunque en ocasiones el blanco de sus ataques es la corrupción imperante en el gobierno. En un pasaje, los estudiosos han querido ver una sátira a Pedro Téllez-Girón y Velasco, duque de Osuna, y a varios personajes encumbrados de la época.

## Lengua y estilo

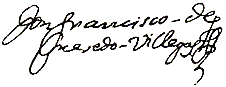
Firma de Francisco de Quevedo.

Para Dámaso Alonso, el que Quevedo no haya sido un gran conocedor de la economía de su tiempo —opinión bastante discutida—, no le quita a El chitón el mérito de ser de «la mejor literatura satírica quevediana». Detrás de todo el panfleto se esconden algunas de las verdaderas opiniones de Quevedo, que en ocasiones van incluso en contra de Olivares.
En lo que concierne a su lenguaje, Quevedo utiliza la epístola para lanzar directamente sus invectivas, un método usado antes y que ya había resultado eficaz. Al utilizar la segunda persona del singular, Quevedo vivifica una tradición prácticamente olvidada y renueva las viejas fórmulas para dotar de precisión y veracidad a su escrito.
Aunque su estilo no es tan severo como el de la Política de Dios o el Marco Bruto, en ocasiones utiliza los mismos recursos retóricos de los que se valió al componer las obras citadas: apelación a la erudición, longitud de las cláusulas y enumeración, entre otras. El chitón de las tarabillas es un tratado a medio camino entre lo político y lo satírico, una de las más altas cumbres de la literatura conceptista. Lleno de alusiones tradicionales, que muchas veces son usadas para innovar y crear nuevos conceptos, sus fuentes van desde autores tan lejanos como los Padres de la Iglesia hasta Miguel de Cervantes Saavedra.
Entre las figuras literarias empleadas por el madrileño destacan la metáfora, tanto simple como compleja, hipérbole, paronomasia, retruécano, neologismos y comparaciones, entre otras. Todo ello convirtió al Chitón en un «arma de doble filo» para Olivares, lo que provocó que muchos de sus promotores se volvieran contra Quevedo.

## Legado

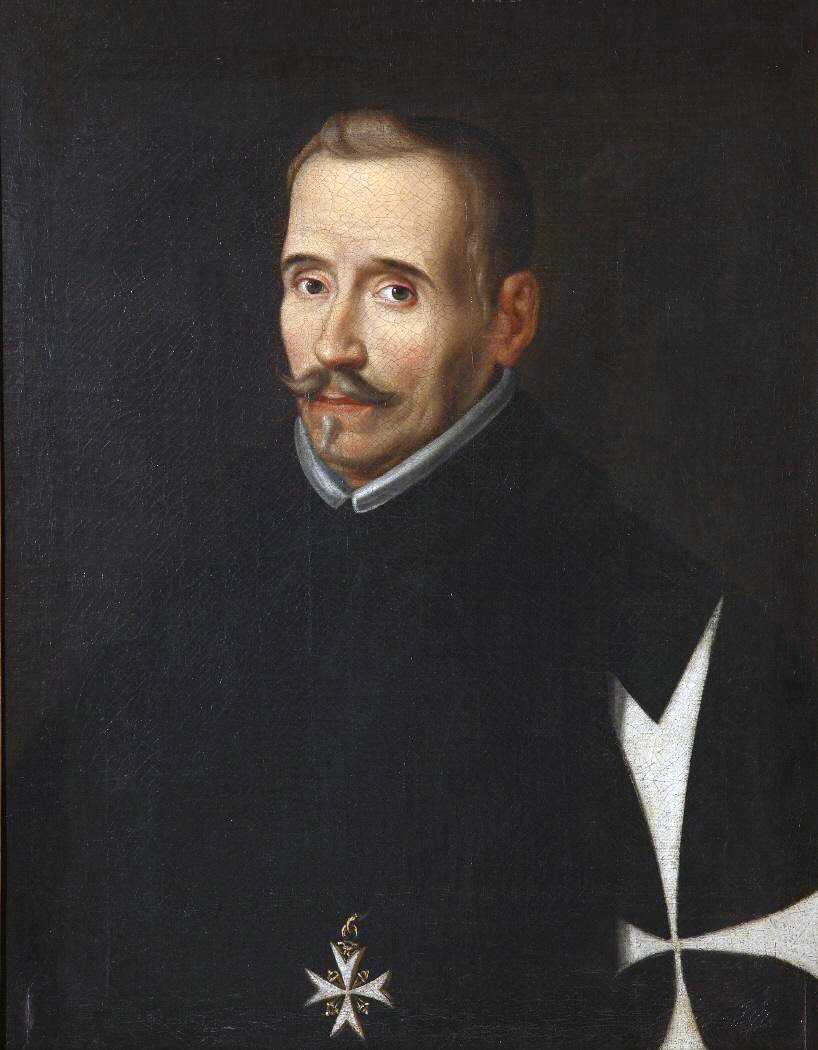
Lope de Vega.

Lope de Vega, cuya opinión sobre la obra ya fue mencionada, afirma, en una carta al duque de Sessa, que la intención de Quevedo ha sido disculpar al monarca y al ministro de sus poco afortunadas actuaciones. Sin embargo, el poeta critica el estilo sarcástico y mordaz del que abusa Quevedo, al que señala como «bastante para matar a la persona culpada».
En un libro titulado Papel en que don Antonio de Mendoza, escribiendo al Conde-Duque cuando estaba en lo ardiente de su valimiento, discurre sobre un libro que salió impreso sin autor, Antonio Hurtado de Mendoza realiza un análisis de los monarcas de la Casa de Austria, en el que evalúa sus aciertos y errores. A continuación sumariza las victorias militares de Felipe IV y relata la creación de la Unión de Armas. El principal motivo del autor es resaltar la figura de Olivares, a quien describe como emprendedor y desinteresado. Por último, Mendoza defiende la necesidad de los impuestos como el único vehículo aceptable para salvar al pueblo.
Aunque no se menciona directamente al Chitón, Mendoza responde directamente a varias de las cuestiones abiertas por Quevedo en su opúsculo, como la discusión sobre la expulsión de los moriscos. En este sentido, el autor se pronuncia por una defensa del catolicismo, incluso en contra de la propia Monarquía Hispánica. Es una obra muy similar a la de Quevedo, aunque deja de lado la ironía quevediana para convertir al libro en una hierática discusión socioeconómica.
Matías de Novoa, ayudante de cámara de Felipe IV, escribió unas memorias publicadas en 1876 con prólogo de Antonio Cánovas del Castillo. En ellas describe la desmoralizadora situación que se vivía en la década de 1620, con un tono especialmente crítico hacia la actuación de Olivares y su camarilla, entre los que describe a Quevedo como de «genio satírico», que «en respuesta a los papeles llenos de celo y de buenos avisos, [...] armó un librillo insolente en el que satisfacía al Conde o respondía a las calumnias que le cargaban». No menciona directamente al Chitón, como tampoco lo hizo Mendoza, aunque es obvio que se trata de dicha obra por ser la única de carácter económico compuesta por Quevedo. Con respecto a la trilogía de obras encargadas por el conde-duque a Quevedo, Novoa no es más aquiescente: los define como «librillos desatinados y llenos de disparates».
Poco tiempo después de la publicación de El chitón de las tarabillas, vio la luz un pequeño tratado cuyo título era El tapaboca que azotan. Respuesta del Bachiller Ignorante, al Chitón de las Tarauillas, que hizieron los Licenciados Todo se sabe, y Todo lo sabe. Dirigida a las Excelentísimas Señoras la Razón, la Prudencia y la Iusticia. No se conoce al autor, aunque varios eruditos conjeturan que se trató de Mateo de Lisón y Viedma, a quien también se atribuyen varios panfletos que motivaron la escritura del Chitón. Por otro lado, en varios momentos del escrito se señala que el autor pertenecía a la comunidad religiosa de Sevilla y que había tratado en algún momento a Olivares o a varios miembros de su círculo más íntimo. Sea como sea, la obra contesta varios puntos sugeridos por el Chitón y propone algunas medidas para solucionar la crisis actual y evitar venideras, al tiempo que repasa las glorias militares de los Austrias españoles. Por último, la fase final de la obra se centra en atacar a Olivares y demostrar su corrupción, comparándolo con su antecesor, el duque de Lerma.
El 9 de mayo de 1630 la Inquisición abrió un proceso en contra de Quevedo por supuestas faltas al dogma católico, por lo que ordenó secuestrar todas las ediciones de El chitón de las tarabillas. Para la gran mayoría, la obra era solo una defensa del rey y Olivares, aunque incluía alusiones bastante arriesgadas para la época. Para enero del año siguiente, el proceso se dio por concluido y Francisco de Quevedo salió indemne; incluso, en ese mismo año, se realizó una reimpresión de su obra, con bastante éxito editorial.

## Ediciones

### Antiguas
- El chitón de las Tarabillas. Obra del licenciado Todo se Sabe, Madrid, Viuda de Alonso Martín, 1630.[51]
- El chitón de las Tarabillas. Obra del licenciado Todo se Sabe, Zaragoza, Pedro Verges, 1630.[52]
- Edición en la primera selección de obras completas de Quevedo, Enseñanza entretenida y donairosa moralidad (Madrid, Diego Díaz de la Carrera, 1648).[53]

### Modernas

#### En obras completas, selecciones y antologías
- Obras completas de don Francisco de Quevedo, edición de Aureliano Fernández-Guerra, dos volúmenes, Madrid, BAE, 1845-1849.
- Obras completas: obras en prosa, edición de Luis Astrana Marín, Madrid, M. Aguilar, 1916.
- Obras completas: obras en prosa, edición de Felicidad Buendía, Madrid, M. Aguilar, 1958. Reimpresa en 1961 y 1972.
- Francisco de Quevedo. Parte de obra completa, Madrid, Espasa Calpe, 1997.
- Obras festivas y jocosas, Barcelona, MRA, 1997.
- Prosa completa: obras satíricas y festivas, Madrid, Ediciones Ibéricas, 1997.
- Obras jocosas, Arganda del Rey, Edimat, 1998.
- Poesía moral: (Polimnia), edición de Alfonso Rey, Madrid, Támesis, 1998.
- Prosa festiva y satírica, Madrid, Aguilar, 2002.
- Antología de Quevedo, edición de Gabriel Maldonado, Boadilla del Monte, Acento Editorial, 2003.
- Obras completas en prosa, dos volúmenes, edición de Alfonso Rey, Madrid, Castalia, 2003.
- Prosa satírica, edición de Ignacio Arellano, Madrid, Ollero-Ramos, 2003.

#### Sueltas
- El chitón de las tarabillas, edición, introducción y notas de Manuel Urí Martín, Madrid, Castalia, 1998 (Clásicos Castalia, 243).
- El Buscón / El chitón de las Tarabillas, edición de Pablo Jauralde y Manuel Urí, Madrid, Castalia, 2002.